# Bruce Shand
Bruce Middleton Hope Shand (ur. 22 stycznia 1917, zm. 11 czerwca 2006 w Dorset) – brytyjski oficer kawalerii, weteran II wojny światowej, ojciec królowej Wielkiej Brytanii Kamili.

## Życiorys
Był synem Philipa Mortona Shanda (1888–1960), autora publikacji dotyczących architektury, zaprzyjaźnionego z Le Corbusierem i Walterem Gropiusem, oraz Edith Marguerite Harrington (1893–1946), córki George’a Woodsa Harringtona. Rodzice rozwiedli się, kiedy miał trzy lata. Wykształcenie odebrał w Rugby School i Royal Military Academy w Sandhurst. W 1937 wstąpił do służby wojskowej jako podporucznik 12 pułku lansjerów (12th Lancers). Wkrótce objął dowodzenie szwadronem A.
W czasie II wojny światowej jego pułk wszedł w skład Brytyjskiego Korpusu Ekspedycyjnego (British Expeditionary Force, BEF) we Francji. Pułk Shanda, lekko uzbrojony, pełnił głównie służbę patrolową. Przez 6 miesięcy stacjonował w Foncquevillers, później został przeniesiony nad rzekę Dyle. Podczas kampanii francuskiej 1940 r. Shand otrzymał Military Cross za osłanianie odwrotu BEF-u w kierunku Dunkierki. Shand został ewakuowany 31 maja.
Po pobycie w Poole i w Reigate oraz po przeszkoleniu w Irlandii Północnej, pułk Shanda został wysłany do Afryki Północnej, gdzie wszedł w skład 7 Dywizji Pancernej (7th Armoured Division). Otrzymał również stopień kapitana. W styczniu 1942 r. otrzymał swój drugi Krzyż Wojenny, za osłanianie odwrotu 6 pułku strzelców Rajputany (6th Rajputana Rifles). Uczestniczył w spotkaniu z Winstonem Churchillem przez II bitwą pod El Alamein. 6 listopada 1942 r., na patrolu w okolicach Marsa Matruh został zaatakowany i wzięty do niewoli. Przetrzymywano go w oflagu IX A w Spangenbergu. Przebywał tam do końca wojny.
Po odejściu z wojska (w 1947 r. w stopniu majora) zajmował się handlem winem (pracował w firmach Block, Grey and Block oraz Ellis, Son and Vidler). Pełnił funkcje we władzach lokalnych. Był zastępcą Lorda Namiestnika Sussex (w 1962 r.) i Wicelordem Namiestnikiem East Sussex (w latach 1974–1992). Lubił polowania i grę w polo. W latach 1956–1975 zarządzał hodowlą lisów w Southdown. Spisał swoje wojenne wspomnienia i wydał je pod tytułem Previous Engagements. Posiadał mieszkania w Kensington i Plumpton, ale ostatecznie przeprowadził się do Dorset.

## Życie prywatne
2 stycznia r. 1946 poślubił Rosalind Maud Cubitt (11 sierpnia 1921 – 14 lipca 1994), córkę Rolanda Cubitta, 3. barona Ashcombe, i Sonii Keppel, córki George Keppela i Alice Keppel, kochanki króla Edwarda VII. Bruce i Rosalind mieli razem syna i dwie córki:
- Camilla Rosemary Shand (ur. 17 lipca 1947), żona brygadiera Andrew Parker Bowlesa, a później króla Karola III, ma dzieci z pierwszego małżeństwa
- Sonia Annabel Shand (ur. 2 lutego 1949), żona Simona Elliota, ma dzieci
- Mark Roland Shand (ur. 28 czerwca 1951), ożenił się z Clio Goldsmith, ma córkę.

Shand nie komentował publicznie znajomości, a później romansu, swojej najstarszej córki z księciem Walii, nawet kiedy ta znajomość była powszechnie znana.
Major Shand zmarł w wieku 89 lat, po chorobie nowotworowej, w swoim domu w Dorset, w obecności swojej rodziny. Jego pogrzeb odbył się 16 czerwca 2006 r. w kościele św. Trójcy w Stourpaine. Po ceremonii jego ciało zostało skremowane.